# دهستان الموت بالا
دهستان الموت بالا نام دهستانی در بخش الموت شرقی شهرستان قزوین، استان قزوین در ایران است. بر اساس سرشماری مرکز آمار ایران در سال ۱۳۹۰، جمعیت آن ۳٬۶۲۲ نفر (۱٬۳۷۹ خانوار) بوده‌است.